# 신흥여자중학교
신흥여자중학교(新興女子中學校)는 대한민국 인천광역시 중구 신흥동3가에 있는 공립 중학교이다.

## 학교 연혁
- 1982년 12월 22일 : 신흥여자중학교 설립 인가(학년당 9학급 총 27학급)
- 1983년 3월 1일 : 초대 윤의순 교장 취임
- 1983년 10월 27일 : 개교기념식
- 1999년 3월 1일 : 에너지절약 시범 연구학교 운영(2년간)
- 2000년 8월 31일 : 학교 급식소 준공
- 2002년 12월 1일 : 동편 특별교실 증축(4개 교실)
- 2003년 10월 24일 : 전자 도서관 개관
- 2013년 2월 : 교과교실제 환경 구축(과목중점형)
- 2013년 7월 30일 : 학생 휴게 공간 조성
- 2022년 3월 1일 : 제16대 남상문 교장 취임
- 2024년 1월 5일 : 제39회 졸업식(147명 졸업, 연인원 12,377명)
- 2024년 3월 4일 : 제42회 입학식(신입생 157명)

## 참고 자료
- 신흥여자중학교 - 한국교육학술정보원 학교알리미